# Grammicolepis
Grammicolepis is een monotypisch geslacht van straalvinnige vissen uit de familie van papierschubvissen (Grammicolepididae). Het geslacht is voor het eerst wetenschappelijk beschreven in 1873 door Poey.

## Soort
- Grammicolepis brachiusculus Poey, 1873